# زينة عكر
زينة عكر سياسية لبنانية، وأول وزيرة دفاع عربية، ونائب رئيس الوزراء في حكومة حسان دياب، شغلت منصب وزير الدفاع منذ 21 يناير 2020 قدمت استقالتها من الحكومة على خلفية انفجار مرفأ بيروت، وتولت تصريف الأعمال لحين تشكيل حكومة نجيب ميقاتي في سبتمبر 2021. كما تولت وزارة الخارجية بالوكالة خلفًا لشربل وهبة بدءًا من 19 مايو 2021، وحتى سبتمبر 2021،

## سيرة شخصية
هي من أسرة مسيحية أرثوذوكسية، حاصلة على البكالوريوس في التسويق والإدارة من الجامعة اللبنانية الأمريكية عام 1987، ومتزوجة من رجل الأعمال جواد عدرا، المدير العام لشركة «الدولية للمعلومات» إحدى الشركات المتخصصة باستطلاعات الرأي في لبنان، رُشحت لمنصب وزير الدفاع من قبل رئيس الجمهورية ميشال عون.

## استقالة الحكومة
في 10 أغسطس 2020، أعلن حسان دياب استقالة حكومته على خلفية انفجار مرفأ بيروت الذي وقع في 4 أغسطس 2020، على أن تقوم الحكومة بتصريف الأعمال لحين تشكيل حكومة جديدة.